# ソニア (子役)
ソニア（Sonia、2008年5月2日 - ）は、日本の元子役、女優。東京都出身。BDP企画所属。別芸名はマウス ソニア（Mauss Sonia）。

## 人物
父親はドイツ人、母親は日本人。東京都出身だが、日本語、英語、ドイツ語が堪能なトリリンガルである。

## 略歴
2018年、児童劇団「大きな夢」に入団、2019年、マウス・ソニアの名義で子どもミュージカル第14回公演ミュージカル『ロンの花園』で初舞台を踏む。2019年に開催された「七夕スカイランタン祭り2019」神戸にてメインを務めた。また、2020年4月から3年間、NHK Eテレの天才てれびくんhello,にてれび戦士として出演した。

## 出演

### 舞台
- 児童劇団「大きな夢」子どもミュージカル第14回公演ミュージカル『ロンの花園』子ジカ役（2019年）
- 音楽劇ロード・エルメロイⅡ世の事件簿-case剥離城アドラ-ロザリンド・イスタリ役（2019年） - 種村梨白花とのダブルキャスト。

### CM
- ソフトバンク - 友人役
- 江戸ワンダーランド日光江戸村「江戸職業体験」好きという強さ篇
- 三井住友海上「タフ・見守るクルマの保険」（2018年）

### バラエティー
- 天才てれびくんhello,（2020年4月6日 - 2023年3月29日、NHK Eテレ） - てれび戦士

### 映画
- サスペンデッド（2021年）

### ライブ・イベント
- 七夕スカイランタン祭り2019神戸チーム（2019年）